# Gabii

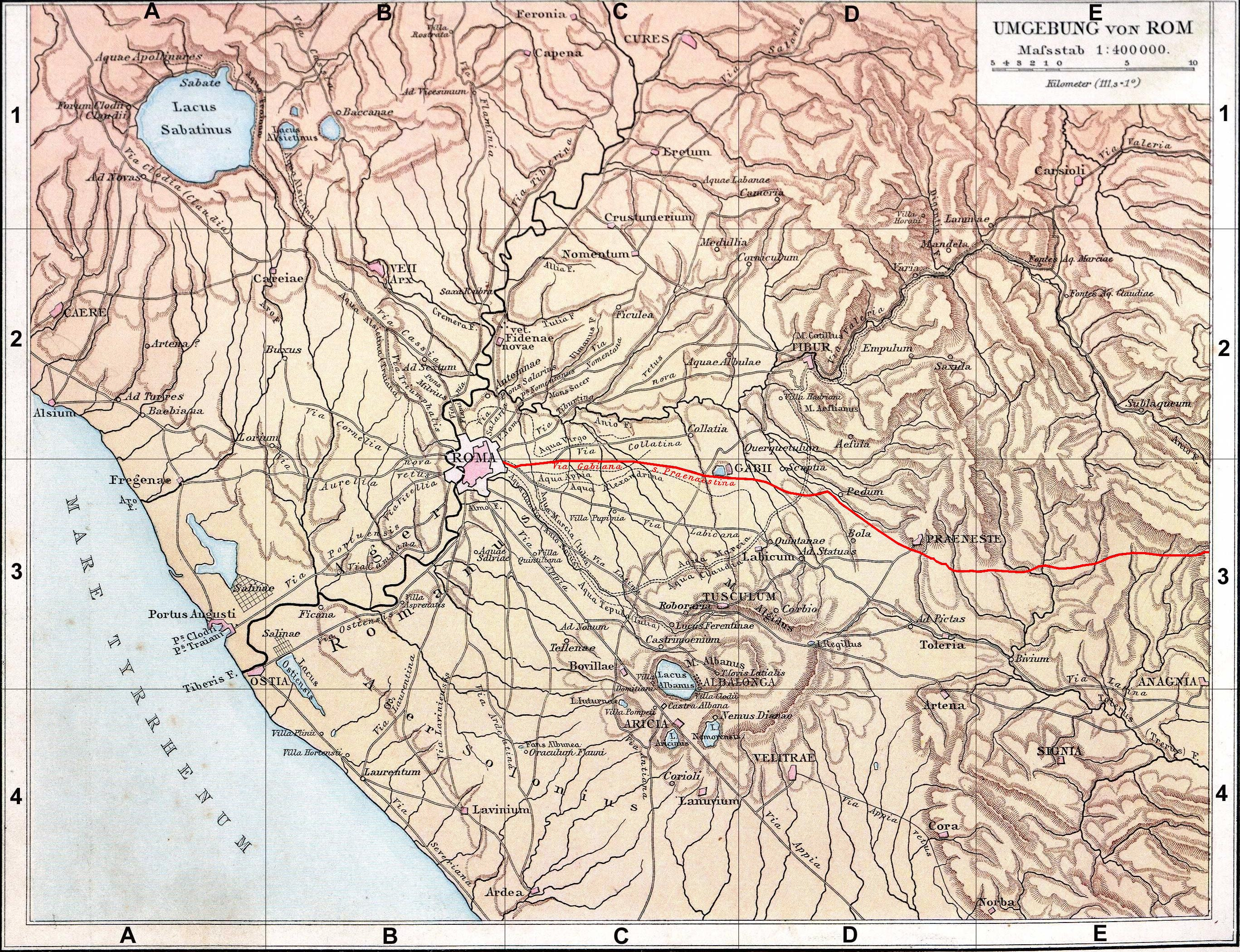
Sträckningen av Via Praenestina från Rom enligt en gammal karta över Latium.

Gabii var en stad i Latium, belägen cirka 18 km öster om Rom längs Via Praenestina, tidigare kallad Via Gabina.
De äldsta tecknen på bosättning i Gabii är två gravplatser med sammanlagt 660 gravar från ungefär 900 - 630 f kr. Staden Gabii anses ha grundats omkring år 580.
Staden låg vid sydöstra delen av en sjö bildad i en död vulkanisk krater.
Den var närmast cirkelformad och kallades Lacus Gabinus.
Efter utdikningar under 1800-talet har sjön numera omvandlats till bördig åkermark.
Ett projekt startades 2007 med avsikten att studera och gräva ut den gamla staden. Vid utgrävningar har resterna av ett palats som kan ha tillhört Sextus Tarquinius, son till Roms siste kung, Tarquinius Superbus, påträffats.

## Övrigt
Karta över Gabii.